# 関口弥五

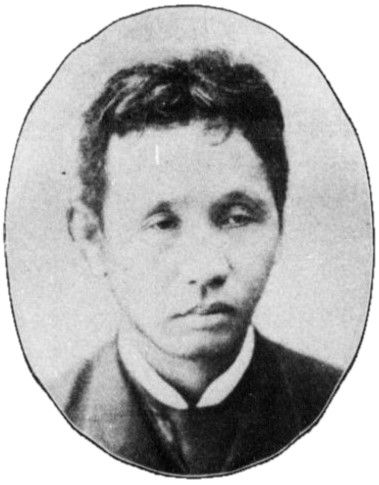
関口弥五

関口 弥五（關口 彌五、せきぐち やご、1848年3月30日〈弘化5年2月26日〉）- 1920年〈大正9年〉8月31日）は、日本の篤農家、埼玉県の大地主、政治家。貴族院多額納税者議員。埼玉県会議員。族籍は埼玉県平民。

## 経歴
武蔵国葛飾郡深輪村（のち埼玉県北葛飾郡桜井村、現・北葛飾郡杉戸町）で、大地主・関口家の嗣子として生まれる。
1873年、深輪学校（杉戸町立桜井小学校、現杉戸町立泉小学校）の設立に尽力し、第26番中学区取締、第25番学区取締を歴任。私財を投じて地元の教育の充実に努めた。
また、農業振興に尽力し、私財で用水路・耕作道の修繕改良を行い、農具改良、種子の精選、共同苗代の設置、小作人の保護を行うなど、常に農事の研究改良に当った。
政界では1879年、埼玉県会議員に就任し、同常置委員なども務めた。1890年9月29日、貴族院多額納税者議員に任じられ、1894年7月12日に辞任した。

## 人物
直接国税総納額は、1890年に刊行された『帝国議会議員選挙者名鑑』によると「1329円39銭9厘」、1898年に刊行された『全国多額納税者互選名鑑』によると「1563円17銭3厘」である。